# 사라수
사라수(沙羅樹, 학명: Shorea robusta 쇼레아 로부스타[*])는 딥테로카르푸스과의 나무이다. 원산지는 히말라야와 남아시아이다. 어원인 산스크리트어 "샬라(शाल)"는 "집"을 뜻하는 말로, 사라수가 과거에 집을 짓는 목재로 쓰였다는 것을 알 수 있다.
불교에서는 석가모니가 열반에 들 때 사방에 한 쌍씩 서 있었던 나무라 해서 사라쌍수(沙羅雙樹)로도 부른다. 동쪽의 한 쌍은 상주(常住)와 무상(無常)을, 서쪽의 한 쌍은 진아(眞我)와 무아(無我)를, 남쪽의 한 쌍은 안락(安樂)과 무락(無樂)을, 북쪽의 한 쌍은 청정(淸淨)과 부정(不淨)을 상징한다고 여겨진다.

## 사진

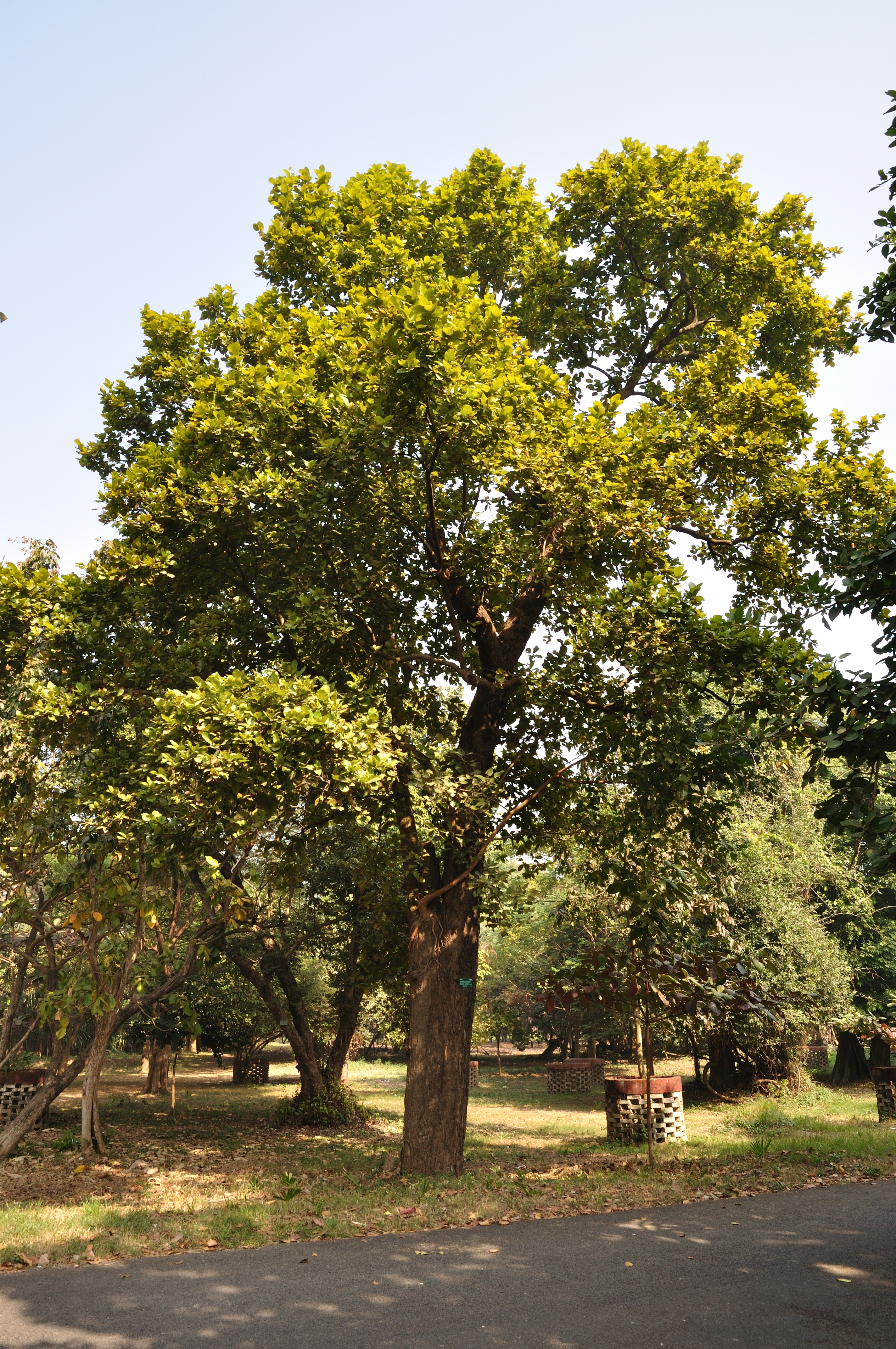
나무
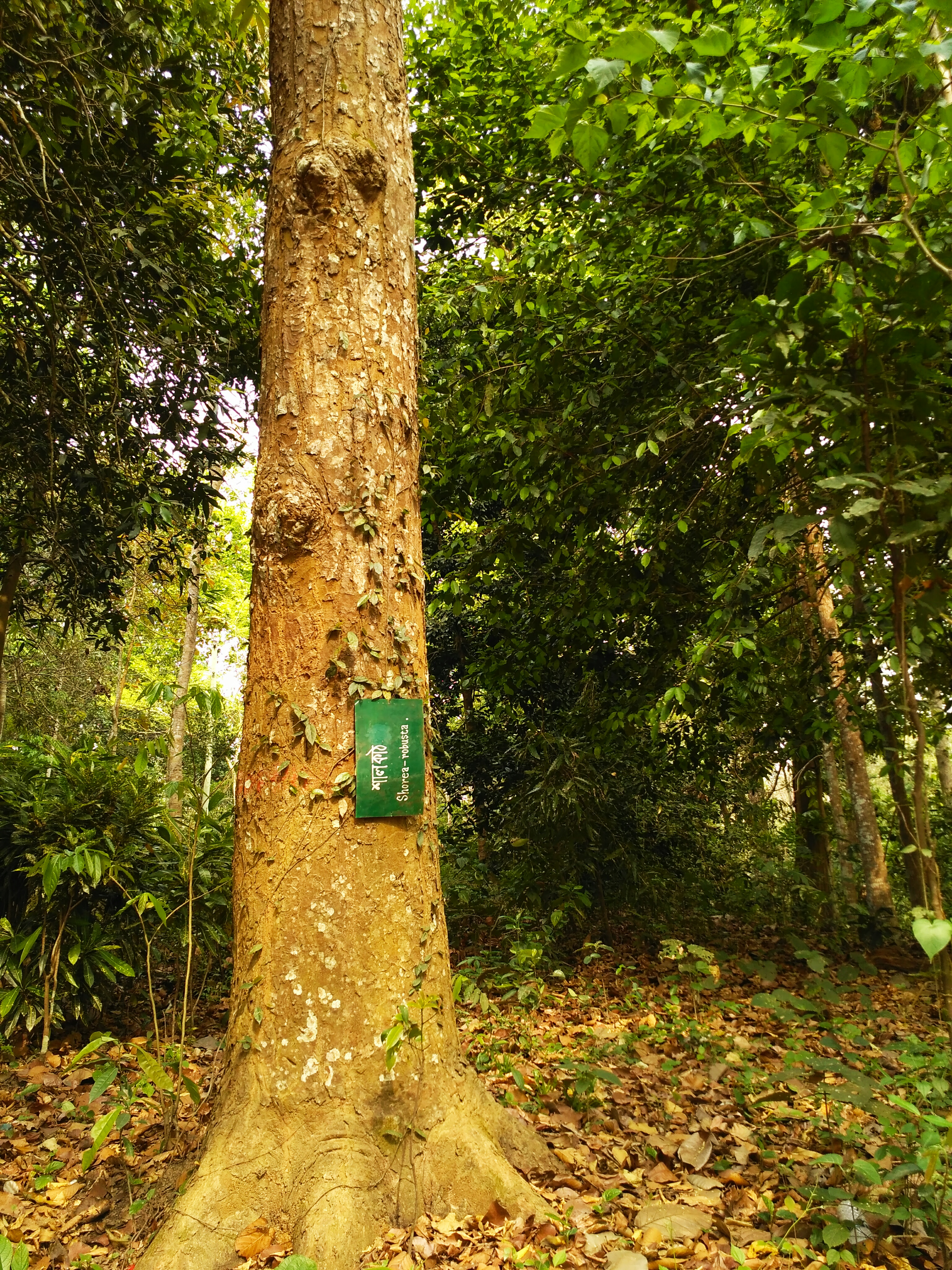
나무줄기
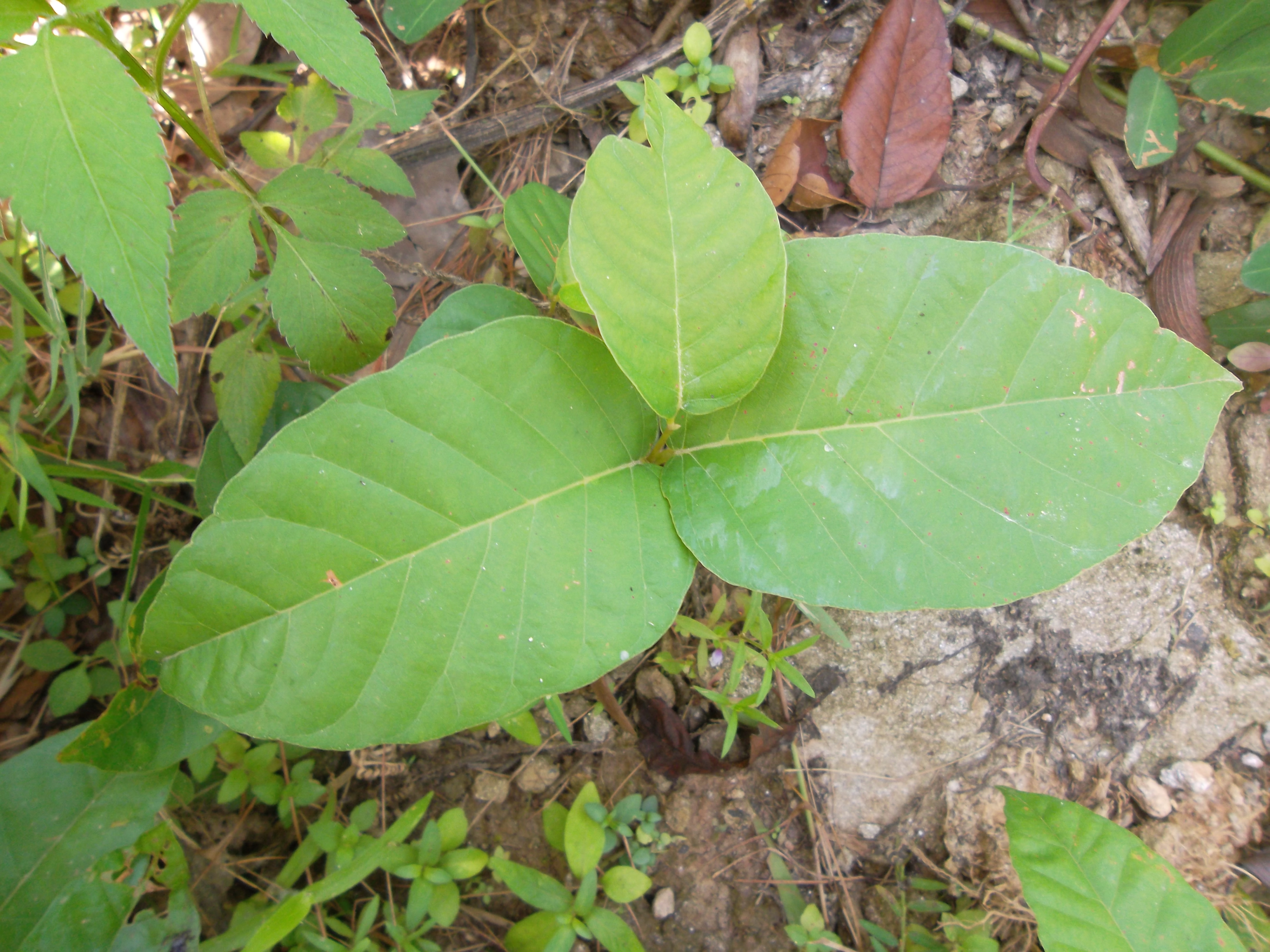
잎
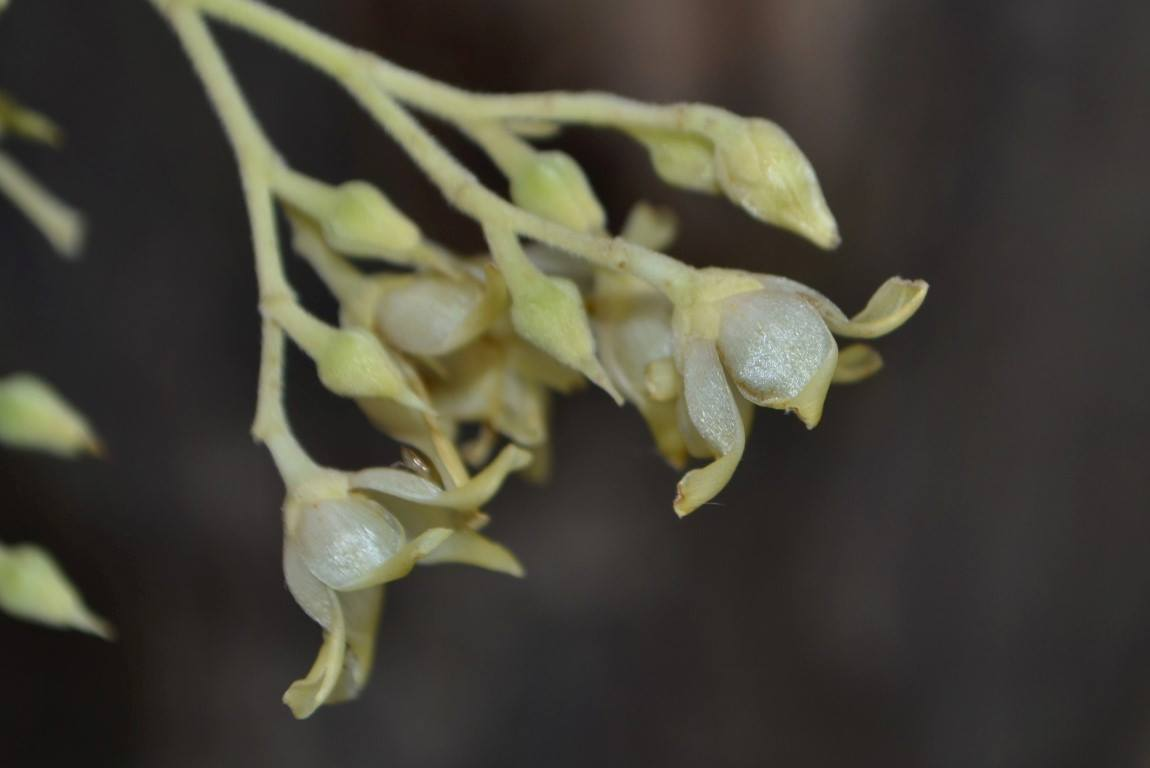
꽃
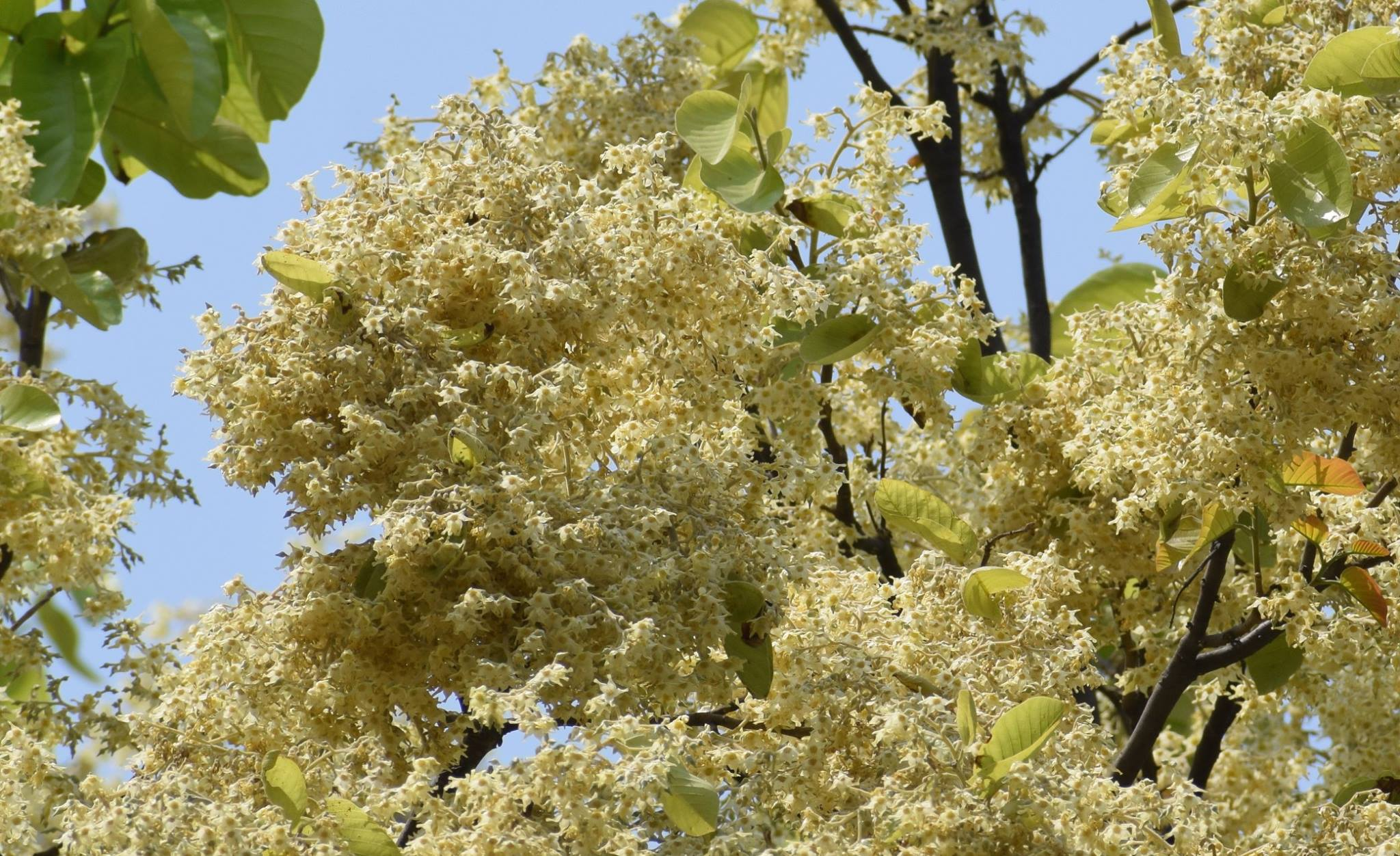
꽃 핀 나뭇가지

## 같이 보기
- 야크시니